# Expressway 105 (Südkorea)
Der Expressway 105  (kor. 남해고속도로제3지선) ist eine Schnellstraße in Südkorea, die sich noch im Bau befindet. Die Autobahn ist ein Abzweig des Expressway 10 und soll die Stadt Jinhae mit der Stadt Gimhae verbinden. Sie hat eine geplante Länge von etwa 15 Kilometer.

## Straßenbeschreibung
Die Autobahn sollte in der kleinen Küstenstadt Jinhae beginnen, die südlich der Stadt Changwon liegt. Sie soll unter einem 750 Meter hohen Berg verlaufen und endet dann bei Gimhae auf dem Expressway 10.

## Zukunft
Am 28. Juni 2012 begann der Bau der Autobahn, der im Jahr 2017 abgeschlossen sein soll. Viele Abschnitte der Straße sollen unterirdisch verlaufen.